# Мисима, Яхико
Яхико Мисима (яп. 三島; 23 февраля 1886 — 1 февраля 1954) — японский легкоатлет, участник летних Олимпийских игр 1912 года. Вместе с марафонцем Сидзо Канакури стали первыми участниками Олимпийских игр от Японии.

## Биография
Мисима был сыном высокопоставленного чиновника Мисима Митицунэ. Его брат, Ятаро Мисима, был восьмым управляющим Банком Японии. Закончил Токийский императорский университет, по специальности право. Однако, Мисимо проявлял себя в спорте, он занимался бейсболом, дзюдо, верховой ездой, сумо и катанием на коньках, был участником множества спортивных соревнований. Победы давались ему легко, во многом благодаря своему росту (170 см), он превосходил своих оппонентов, в то время средний рост мужчин в Японии был 150 см. Во время отборочных соревнований на летние Олимпийские игры 1912 года в Стокгольме, Мисима изначально был выбран в качестве участника судейского комитета, но решил принять участие в отборочных соревнованиях, выиграв забеги на 100, 400 и 800 метров и занял второе место в беге на 200 метров. Министерство образования Японии из-за ограниченного бюджета не смогло отправить на игры всех отобравшихся спортсменов и на игры поехали только два представителя. Мисима и Сидзо Канакури отправились в Стокгольм по Транссибирской магистрали.
6 июля 1912, на церемонии открытия игр, Мисима был знаменосцем сборной Японии. В тот же день, он установил личный рекорд в первом раунде соревнований в беге на 100 метров, улучшив свой результат более чем на 1 секунду, при этом финишировав на последнем месте. Он занял пятое (последнее) место в первом раунде соревнований в беге на 200 метров. В беге на 400 метров перешёл в полуфинал, заняв второе место, но так как в забеге было всего два участника, это было и последнее место. В финальном забеге, из-за боли в правой ноге, не смог побороться за медали. Покинул Стокгольм до церемонии закрытия игр, чтобы посетить Берлин, для ознакомления с сооружениями для летних Олимпийских игр 1916 года и приобретением спортивного снаряжения, которое было недоступно в Японии, вернувшись домой только 7 февраля 1913 года. Однако, Олимпиада 1916 года была отменена из-за Первой мировой войны, а на летних Олимпийских играх 1920 года в Антверпене он уже не принимал участие.
В 1913 году, Мисима присоединился к Yokohama Specie Bank и был направлен в китайский филиал в городе Циндао, где проработал до 1939 года. Умер в своем доме в Мэгуро в 1954 году.